# Hanford (Kalifornija)
Hanford je grad u američkoj saveznoj državi Kalifornija. Prema popisu stanovništva iz 2010. u njemu je živjelo 53.967 stanovnika.